# Movelier
Movelier je obec ve švýcarském kantonu Jura. Žije zde 422 obyvatel.

## Geografie

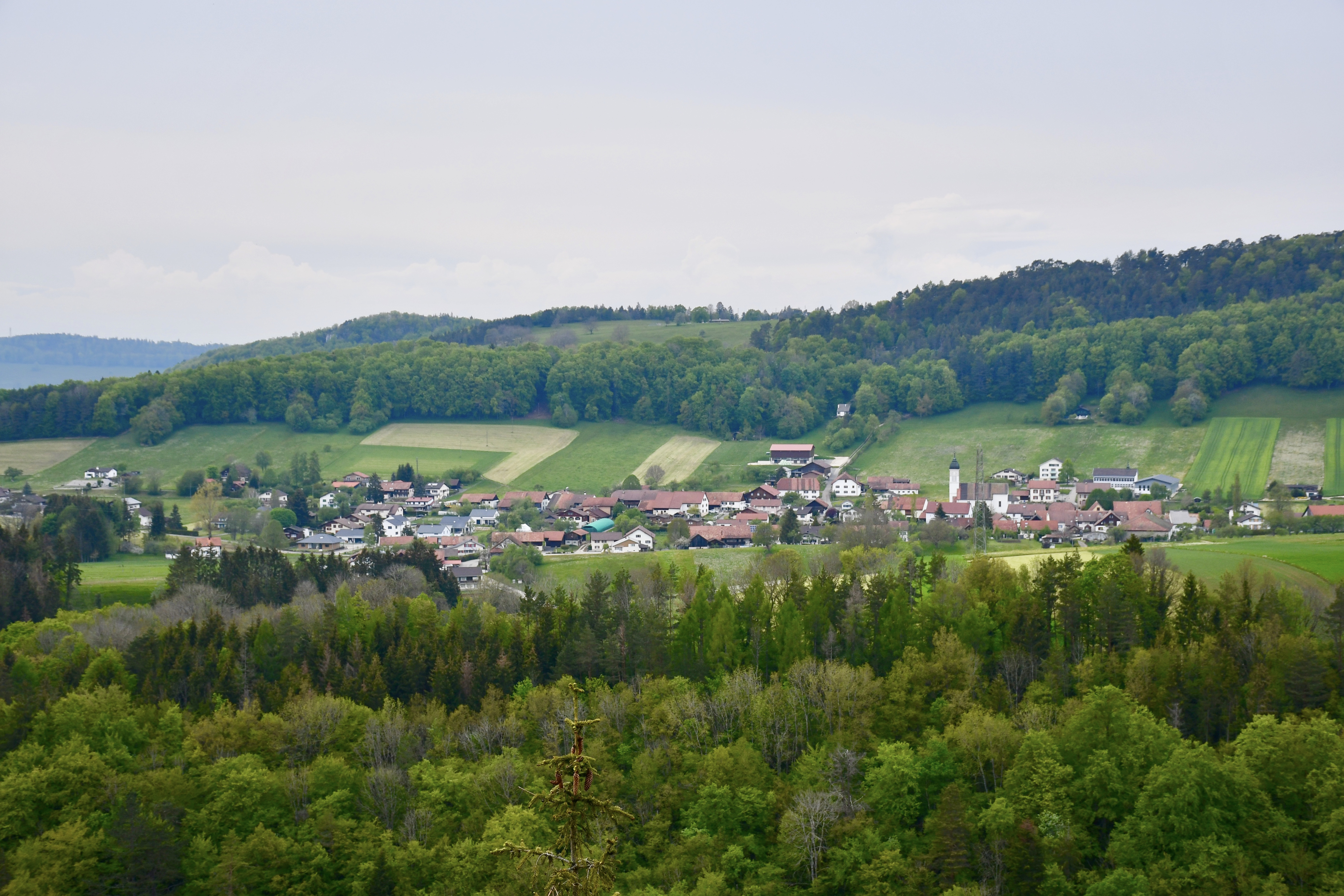
Pohled na obec

Movelier leží v nadmořské výšce 690 m, vzdušnou čarou 5 km severoseverozápadně od hlavního města kantonu, Delémontu. Obec leží ve vysoko položené kotlině v kopcovité krajině severního Jury, nedaleko hranic s Francií.
Území obce o rozloze 8 km² zahrnuje prohlubeň, v níž se osada nachází. Na severu zasahuje do oblasti masivu Haute Aibaiteuse (858 m n. m.), které je na západě ohraničeno údolím Bavelier a na východě údolím potoka Bösebach. Západní hranici tvoří vrch Toré (835 m n. m.). Jižní část území obce zaujímá zaříznuté údolí Combe de Movelier, které je na jižní straně lemováno hřebenem Ordon. Na východě zasahuje Movelier do lesních oblastí La Joux (800 m n. m.) a Hasenschel, který je s 870 m n. m. nejvyšším bodem obce. Jižní část obce se odvodňuje do řeky Birs, severní část zpočátku do říčky Lucelle (německy Lützel, levostranný přítok Birs). V roce 1997 tvořila 4 % rozlohy obce zastavěná plocha, 50 % lesy a lesní porosty a 46 % zemědělské plochy.
Movelier zahrnuje několik samostatných zemědělských usedlostí. Sousedními obcemi Movelieru jsou Soyhières, Mettembert, Pleigne a Ederswiler v kantonu Jura a Roggenburg v kantonu Basilej-venkov.

## Historie
První zmínka o obci pochází z roku 1188 jako Moderswilre, což je pravděpodobně odvozeno od germánského osobního jména Modhari. Movelier byl jednou ze 13 svobodných vsí na panství Delémont. V letech 1389 až 1454 patřila obec jako léno hrabatům z Thiersteinu, poté přešla pod basilejské knížecí biskupství. Od 16. století patřila většina obce klášteru Lucelle. V letech 1793–1815 patřil Movelier k Francii a zpočátku byl součástí départementu du Mont-Terrible, od roku 1800 byl součástí départementu Haut-Rhin. Na základě rozhodnutí Vídeňského kongresu byla obec v roce 1815 převedena do kantonu Bern a poté 1. ledna 1979 do nově založeného kantonu Jura. Fara a dalších 12 domů byly postiženy velkým požárem 25. září 1865.

## Obyvatelstvo
| Rok            | 1850 | 1880 | 1900 | 1910 | 1930 | 1950 | 1960 | 1970 | 1980 | 1990 | 2000 |
| Počet obyvatel | 386  | 330  | 272  | 286  | 288  | 350  | 384  | 338  | 341  | 378  | 390  |

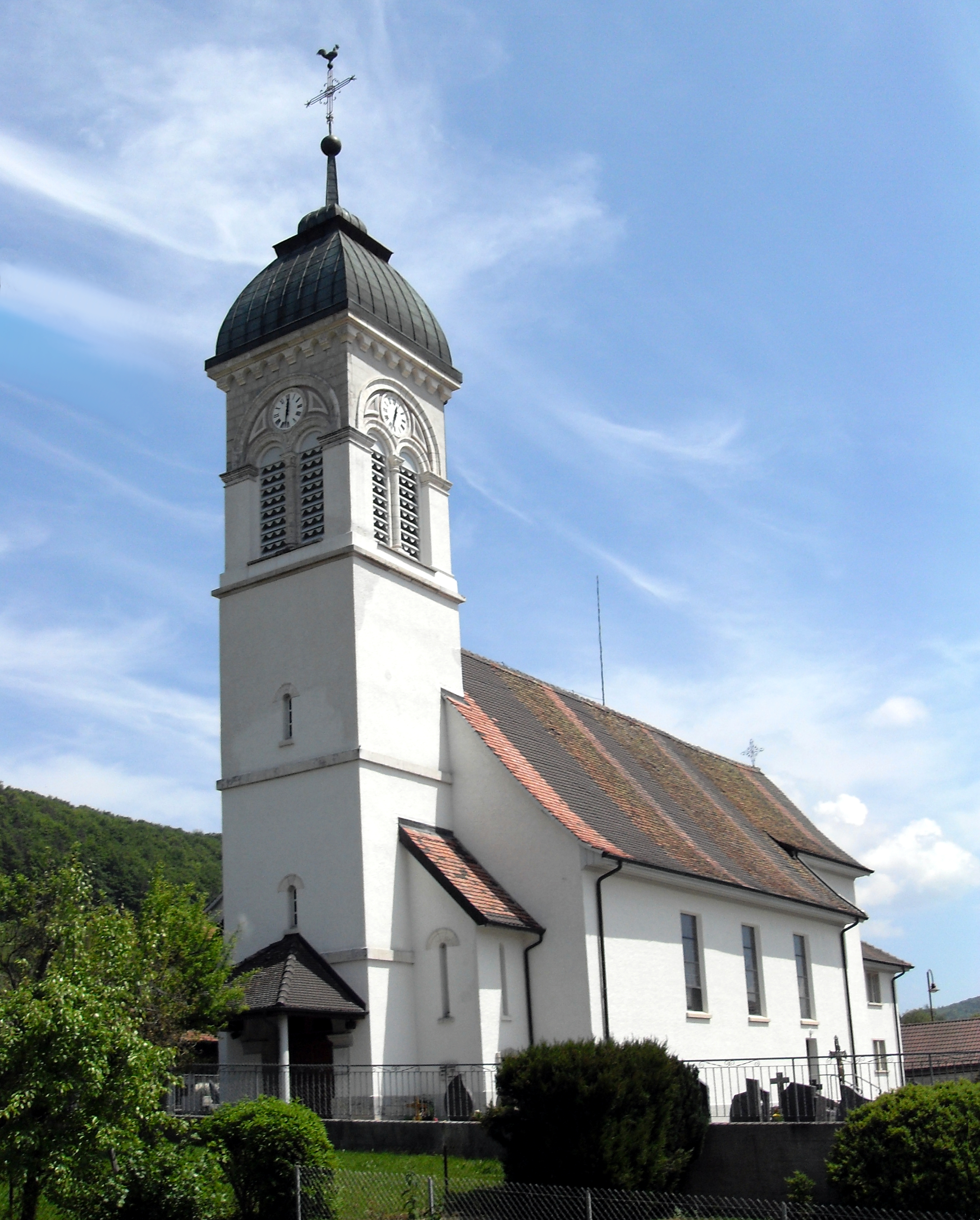
Farní kostel

Z celkového počtu obyvatel je 76,4 % francouzsky mluvících a 22,8 % německy mluvících (stav v roce 2000). V průběhu 20. století počet obyvatel opět výrazně vzrostl, takže na konci roku 2009 měla obec opět 386 obyvatel, stejně jako v roce 1850.

## Hospodářství
Obec je stále charakteristická zemědělstvím, ale v posledních desetiletích se vyvinula také v rezidenční obec. Mimo zemědělství je v obci jen několik pracovních míst. Mnoho zaměstnanců (přibližně 50 %) proto dojíždí za prací a pracuje převážně v oblasti Delémontu.

## Doprava
Movelier leží stranou od hlavních dopravních os; regionální silnice, která obcí prochází, spojuje Delémont s francouzským městem Ferrette v Alsasku. Obec je napojena na síť veřejné dopravy autobusovou linkou Postauto Delémont–Roggenburg.